# Zbiornik Mingeczaurski

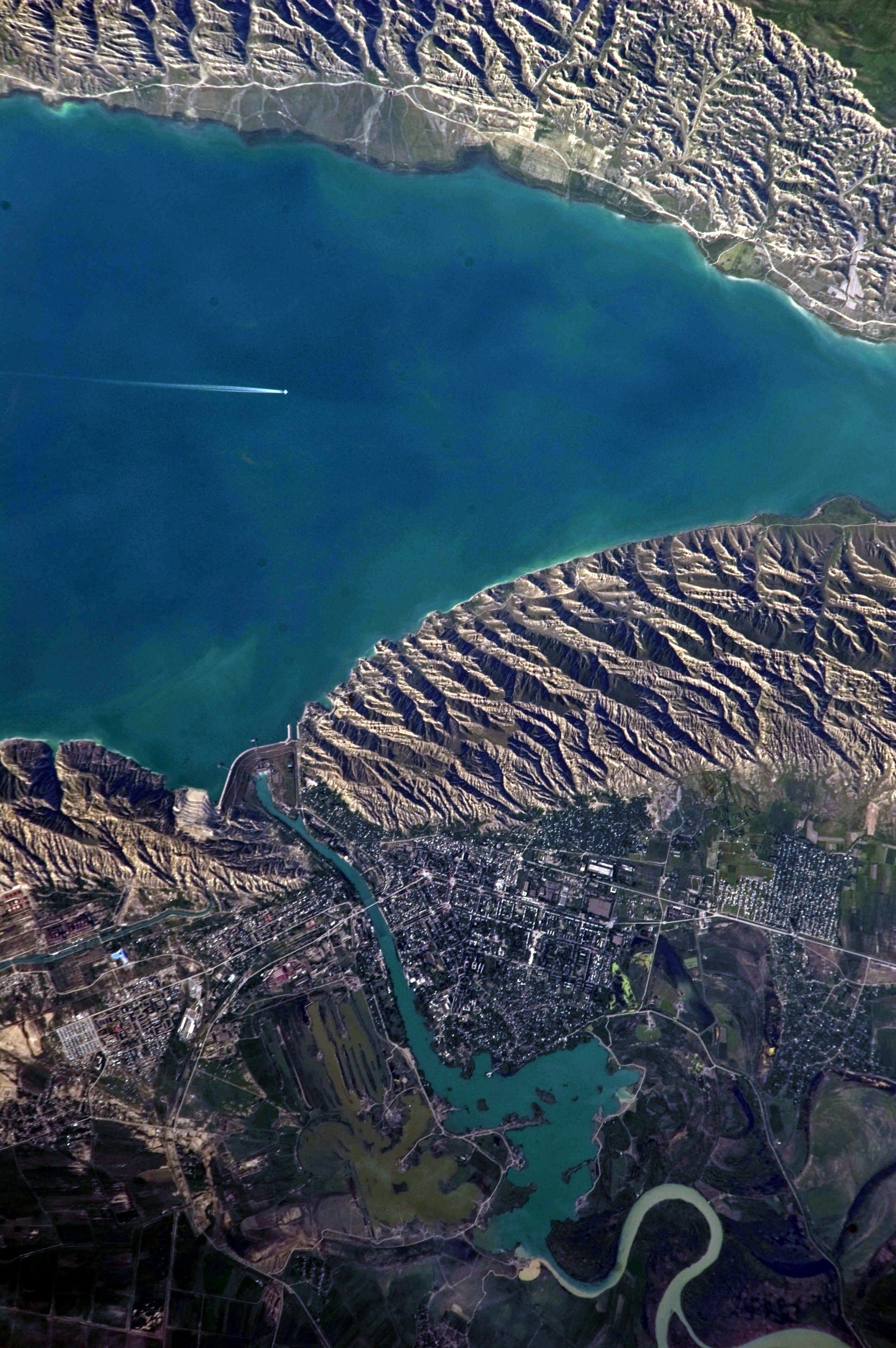
Widok na południową część zbiornika z kosmosu

Zbiornik Mingeczaurski – sztuczny zbiornik wodny na rzece Kura w północnym Azerbejdżanie, zbudowany w latach 1948–1953.
Zapora powstała w środkowym biegu Kury, w odległości 654 km od jej ujścia do Morza Kaspijskiego. Jest to zapora ziemna o wysokości 21 m. Powierzchnia zbiornika wodnego wynosi 620 km², a jego pojemność całkowita – 16,1 km³.
Główne funkcje zbiornika to funkcja energetyczna i dostarczanie wody do celów irygacyjnych. Elektrownia wodna ma moc 357 MW. Część wody odprowadzana jest do kanałów nawadniających Górnokarabachskiego i Górnoszyrwańskiego. Dzięki nim nawadnianych jest około 1300 tys. ha ziem uprawnych.
Przy zaporze powstało miasto Mingeczaur, które liczy 94,9 tys. mieszkańców (2003).